# Grande Prêmio do Azerbaijão de 2021
O Grande Prêmio do Azerbaijão de 2021 (formalmente denominado Formula 1 Azerbaijan Grand Prix 2021) foi a sexta etapa da temporada de 2021 da Fórmula 1. Foi disputado em 6 de junho de 2021 no Circuito Urbano de Bacu, em Bacu, Azerbaijão. A corrida foi vencida por Sergio Pérez que conquistou sua segunda vitória da carreira na Fórmula 1 e igualou o número de vitórias de seu compatriota, Pedro Rodríguez. Sebastian Vettel ficou em segundo e deu o primeiro pódio da equipe Aston Martin na Fórmula 1 e Pierre Gasly da AlphaTauri na terceira posição.

## Relatório

### Antecedentes
Os pilotos e equipes eram os mesmos da lista de inscritos da temporada, sem pilotos substitutos adicionais para a corrida.
O fornecedor de pneus Pirelli trouxe os compostos de pneus C3, C4 e C5 (designados duros, médios e macios, respectivamente) para as equipes usarem no evento.
No ano anterior, a etapa disputada em Bacu ficou fora do calendário devido as restrições impostas em razão da pandemia de COVID-19.

### Limites da Pista
Com muros, Circuito de Rua de Baku não tem áreas polêmicas para os limites da pista, mas, a direção de prova tem outra preocupação neste fim de semana: a lentidão desnecessária na parte final do circuito e trecho entre as curvas 17 e 20.
Pilotar desnecessariamente devagar
Essa é a grande preocupação de Michael Masi, o diretor de provas da FIA. O item 24 das Race Notes explica bem este item. O documento relembra o artigo 27.4 do regulamento esportivo, que diz: "em nenhum momento um carro pode ser pilotado de forma desnecessariamente devagar, erraticamente ou de uma maneira que possa ser considerada potencialmente perigosa para outros pilotos ou pessoas." Ou seja: se um piloto acabar atrapalhando um adversário, a questão será encaminhada para os comissários esportivos do GP do Azerbaijão. Se um piloto andar mais devagar que ele em suas voltas de aquecimento ou retorno aos boxes, estará sujeito a punições. A saída dos boxes, inclusive, está contemplada nesta regra.
Trecho entre as curvas 17 e 20
O trecho mais preocupante para este problema é justamente o início do trecho de aceleração de 2,2 km, por segurança. Mais precisamente entre as curvas 17 e 20. Ou seja: se um piloto quiser criar um espaço à sua frente para abrir sua volta rápida, deve fazer antes deste trecho. Se um piloto estiver devagar demais neste local, será considerada uma violação do artigo 27.4

### Treino classificatório
A qualificação começou às 16:00 hora local em 5 de junho. Lance Stroll e Antonio Giovinazzi (ambos no Q1), Daniel Ricciardo (Q2), Yuki Tsunoda e Carlos Sainz Jr. (ambos Q3) sofreram acidentes que resultaram em quatro bandeiras vermelhas ao longo da qualificação, empatando com o Grande Prêmio da Hungria de 2016 como o recorde de mais bandeiras vermelhas em uma sessão de qualificação. Charles Leclerc conquistou sua segunda pole position consecutiva.
Após a qualificação, Lando Norris disse que ficou "decepcionado" após ter recebido uma penalidade de três posições no grid, bem como três pontos de penalidade em sua superlicença FIA por não seguir corretamente os procedimentos da bandeira vermelha. Charles Leclerc ficou surpreso por estar na pole e disse que achou que sua pole foi "uma merda". Lewis Hamilton saudou seu segundo lugar no grid como um "esforço monumental". O líder do campeonato, Max Verstappen, ficou frustrado com o terceiro lugar na grelha depois do que descreveu como "uma qualificação estúpida". Fernando Alonso, que se classificou em nono, criticou abertamente o fato de os motoristas que causam bandeiras vermelhas não serem punidos, considerando "injusto" que os motoristas que causam bandeiras vermelhas possam manter suas posições no grid. Valtteri Bottas ficou perplexo com seu desempenho na qualificação depois de terminar em décimo, oito posições atrás do companheiro de equipe Hamilton, dizendo que "algo está errado" com seu carro.

### Corrida
O início da corrida foi bastante cauteloso da parte de todos os pilotos. A primeira volta foi absolutamente limpa, sem incidentes maiores incidentes. Para não dizer que não houve nada, Mick Schumacher e Lance Stroll se tocaram na primeira curva. Charles Leclerc manteve a liderança e foi seguido por Lewis Hamilton e Max Verstappen. Quem foi bem demais foi Sergio ‘Checo’ Pérez, que ganhou as posições de Carlos Sainz e Pierre Gasly e subiu de sexto para quarto.
A corrida ganhou novo líder já na abertura da terceira volta. Ainda sem o auxílio da asa móvel, Hamilton pegou o vácuo da Ferrari de Leclerc, fez a ultrapassagem na reta dos boxes e assumiu a liderança. Pouco antes, Verstappen chegou a cortar caminho por dentro de um pequeno atalho na curva 15. A estratégia já se fazia presente desde o início da prova. George Russell e Antonio Giovinazzi foram aos boxes para fazer o pit-stop e trocar para pneus duros. Esteban Ocon também foi para os boxes, mas foi para abandonar após problemas no motor do carro da Alpine na volta 4.
O primeiro pelotão tinha Hamilton, Leclerc e Verstappen muito próximos, enquanto Pérez vinha um pouco mais atrás, em quarto. Gasly era o quinto e conseguia sustentar uma boa diferença para Carlos Sainz. Fernando Alonso aparecia em sétimo e tinha ótima performance com a Alpine, sendo seguido por Yuki Tsunoda e Sebastian Vettel. Valtteri Bottas não conseguia sair do décimo lugar. Verstappen usou a asa móvel e passou Leclerc na abertura da volta 7 na reta dos boxes. O monegasco, sem ter como acionar o DRS, foi presa fácil para o piloto holandês, que partiu para cima de Hamilton, enquanto Pérez apertou o ritmo para chegar na Ferrari. Na volta seguinte, o mexicano assumiu o terceiro lugar. Também no oitavo giro, a McLaren chamou Norris para o pit-stop e trocou pneus macios pelos duros. Antes de ir para os boxes fazer a troca de pneus, Tsunoda foi chamado pelo rádio. Um dos engenheiros da AlphaTauri pediu ao piloto que aumentasse o ritmo para abrir vantagem para Leclerc. A resposta do japonês foi ríspida e grosseira: “Cale a boca”, gritou.
Na sequência da corrida, vários pilotos foram aos boxes e realizaram seus pit-stops: Leclerc, Sainz, Alonso, Sainz, Stroll, Ricciardo e Gasly. Na volta de retorno à pista, Sainz escapou na saída da curva 8 e perdeu tempo antes de voltar à pista. Hamilton fez seu pit-stop na volta 11, com a Mercedes a colocar pneus duros para o britânico ir até o fim da corrida. Houve, então, uma grande perda de tempos no procedimento de parada, em 4s6. Para piorar, Lewis teve à sua frente o tráfego da AlphaTauri de Gasly, que o atrasou ainda mais. Verstappen, que fez a troca de pneus na volta seguinte, voltou à frente do heptacampeão. O tempo do pit-stop da Red Bull: 1s9. Pérez fez o pit-stop na abertura da volta 14. Aí a Red Bull não foi perfeita e perdeu tempo, com a parada do mexicano em 4s3. Mesmo assim, Pérez voltou à frente de Hamilton, enquanto Sebastian Vettel assumia a liderança provisória da corrida. Algo que não acontecia desde o GP do Brasil de 2019. Depois que Vettel fez seu pit-stop, Verstappen assumiu de vez a liderança da corrida. O cenário da prova, com todos os 19 pilotos na pista com pneus duros, era o seguinte: Max na liderança, seguido por Pérez, Hamilton, Lance Stroll, Gasly, Leclerc, Vettel, Tsunoda, Norris e Bottas como os dez primeiros colocados.
Lewis tinha mais ritmo e pressionava Pérez na luta pelo segundo lugar, enquanto Verstappen tinha a chance de abrir ainda mais vantagem. O grande problema para Hamilton tentar se aproximar do carro #11 da Red Bull era que o mexicano tinha um desempenho melhor no miolo do circuito, enquanto a Mercedes se aproximava no grande trecho de pé embaixo. Sainz era apenas o 14º e lutava com a Alfa Romeo de Antonio Giovinazzi. O espanhol ganhou uma posição e partiu para cima do compatriota Alonso, mas ainda longe da zona de pontuação. O que chamava a atenção era a excelente performance de Lance Stroll. Em quarto com a Aston Martin, o canadense ainda tinha de fazer uma parada, mas tinha o melhor ritmo dos pilotos fora do top-3, sendo cerca de 0s5 mais rápido que Bottas, que tinha atuação sofrível e continuava em décimo lugar.
Ao invés do caos, a corrida teve ares de grande normalidade, que se acentuou na segunda metade da disputa. Mas é Baku, e Baku sempre reserva muitas surpresas. Na volta 31, Stroll encerrou precocemente uma grande corrida depois de bater muito forte depois de perder o controle do carro em plena reta dos boxes. Por sorte, tudo bem com Lance. O safety-car entrou em ação pela primeira vez na corrida. Antes da saída do safety-car, as equipes do fim do grid chamaram seus pilotos para um pit-stop extra. A Haas se enrolou na parada de Mick Schumacher e teve problemas na fixação de uma das rodas. A falha foi percebida logo depois que o alemão saiu, o que fez a equipe brecá-lo e trazê-lo de volta para ajustar o pneu dianteiro direito. A relargada trouxe outro momento empolgante na corrida. Em exuberante atuação, Vettel passou Leclerc — que, por sua vez, por muito pouco não acertou Hamilton na relargada —, e depois o tetracampeão deixou Pierre Gasly para trás para assumir o quarto posto. Verstappen manteve a dianteira, seguido por Pérez, enquanto Hamilton vinha em terceiro. Lá atrás, Bottas estava só em P13 e era ultrapassado até pela Alfa Romeo de Kimi Räikkönen. Verstappen voltou a abrir boa vantagem na liderança e já tinha 3s7 para Pérez, enquanto o mexicano tentava suportar a pressão imposta por Hamilton. Bottas dava sequência ao vexame e estava em P14 depois de perder a posição para outra Alfa Romeo, a de Giovinazzi. Hamilton tratou de manter a perseguição a Pérez, mas o cenário era o mesmo do início da corrida: a Red Bull abria vantagem no miolo do circuito, enquanto a Mercedes era melhor nos trechos mais rápidos. Assim, a diferença se mantinha em cerca de 1s3.
Só que tudo mudou de novo, de forma inacreditável, na abertura da volta 47. Verstappen foi outro piloto a bater forte na reta dos boxes depois de o pneu traseiro esquerdo estourar. Fim de prova para o então líder do campeonato e clima de velório para a Red Bull, que ainda tinha Pérez na ponta da corrida depois do que aconteceu. O safety-car chegou a ser acionado pela direção de prova logo depois do acidente, mas pouco depois a bandeira amarela foi substituída pela vermelha, o que interrompeu a corrida a três voltas do fim. Os carros tiveram de voltar para o pit-lane e alinharam um atrás do outro antes da nova determinação da FIA (Federação Internacional de Automobilismo).
A direção de prova determinou o reinício da corrida às 18h10 (horário local), 11h10 de Brasília e com largada parada.
Quando a espera finalmente se encerrou e os pilotos voltaram para a pista, todos retornaram com pneus macios. Era chegada a hora da verdade no Azerbaijão para duas voltas que se desenhavam como eletrizantes. Pouco antes do alinhamento no grid, George Russell voltou para os boxes da Williams. Hamilton forçou demais na relargada depois de passar Pérez e passou reto na área de escape da curva 1. ‘Checo’ voltou para a liderança e partiu para a vitória, com Vettel em segundo e Gasly em terceiro. Em final incrível, Gasly lutou pelo terceiro lugar com Leclerc, enquanto Norris também chegou para a briga. Mas o francês levou a melhor e completou um pódio improvável ao lado de Pérez e Vettel. Hamilton terminou apenas em 15º.

## Pneus
| Nome do composto | Cor | Banda de rolamento | Condições de Tempo | Dry Type                           | Aderência       | Longevidade   |
| ---------------- | --- | ------------------ | ------------------ | ---------------------------------- | --------------- | ------------- |
| Macio (C5)       |     | Slick (P Zero)     | Seco               | Soft                               | Mais aderência  | Menos durável |
| Médio (C4)       |     | Slick (P Zero)     | Seco               | Medium                             | Médio           | Médio         |
| Duro (C3)        |     | Slick (P Zero)     | Seco               | Hard                               | Menos aderência | Mais durável  |
| Intermediário    |     | Sulcos (Cinturato) | Molhado            | Intermediate (água não estagnante) | —               | —             |
| Chuva            |     | Sulcos (Cinturato) | Molhado            | Wet (água estagnante)              | —               | —             |

| Escolhas de Pneus de cada piloto para o GP do Azerbaijão: | Escolhas de Pneus de cada piloto para o GP do Azerbaijão: | Escolhas de Pneus de cada piloto para o GP do Azerbaijão: | Escolhas de Pneus de cada piloto para o GP do Azerbaijão: | Escolhas de Pneus de cada piloto para o GP do Azerbaijão: | Escolhas de Pneus de cada piloto para o GP do Azerbaijão: |
| --------------------------------------------------------- | --------------------------------------------------------- | --------------------------------------------------------- | --------------------------------------------------------- | --------------------------------------------------------- | --------------------------------------------------------- |
| Nº                                                        | Pilotos                                                   | Equipe(s)                                                 | Duro                                                      | Médio                                                     | Macio                                                     |
| 44                                                        | Lewis Hamilton                                            | Mercedes                                                  |                                                           |                                                           |                                                           |
| 77                                                        | Valtteri Bottas                                           | Mercedes                                                  |                                                           |                                                           |                                                           |
| 11                                                        | Sergio Pérez                                              | Red Bull Racing-Honda                                     |                                                           |                                                           |                                                           |
| 33                                                        | Max Verstappen                                            | Red Bull Racing-Honda                                     |                                                           |                                                           |                                                           |
| 3                                                         | Daniel Ricciardo                                          | McLaren-Mercedes                                          |                                                           |                                                           |                                                           |
| 4                                                         | Lando Norris                                              | McLaren-Mercedes                                          |                                                           |                                                           |                                                           |
| 5                                                         | Sebastian Vettel                                          | Aston Martin-Mercedes                                     |                                                           |                                                           |                                                           |
| 18                                                        | Lance Stroll                                              | Aston Martin-Mercedes                                     |                                                           |                                                           |                                                           |
| 14                                                        | Fernando Alonso                                           | Alpine-Renault                                            |                                                           |                                                           |                                                           |
| 31                                                        | Esteban Ocon                                              | Alpine-Renault                                            |                                                           |                                                           |                                                           |
| 16                                                        | Charles Leclerc                                           | Ferrari                                                   |                                                           |                                                           |                                                           |
| 55                                                        | Carlos Sainz Jr.                                          | Ferrari                                                   |                                                           |                                                           |                                                           |
| 10                                                        | Pierre Gasly                                              | AlphaTauri-Honda                                          |                                                           |                                                           |                                                           |
| 22                                                        | Yuki Tsunoda                                              | AlphaTauri-Honda                                          |                                                           |                                                           |                                                           |
| 7                                                         | Kimi Raikkonen                                            | Alfa Romeo-Ferrari                                        |                                                           |                                                           |                                                           |
| 99                                                        | Antonio Giovinazzi                                        | Alfa Romeo-Ferrari                                        |                                                           |                                                           |                                                           |
| 9                                                         | Nikita Mazepin                                            | Haas-Ferrari                                              |                                                           |                                                           |                                                           |
| 47                                                        | Mick Schumacher                                           | Haas-Ferrari                                              |                                                           |                                                           |                                                           |
| 6                                                         | Nicholas Latifi                                           | Williams-Mercedes                                         |                                                           |                                                           |                                                           |
| 63                                                        | George Russell                                            | Williams-Mercedes                                         |                                                           |                                                           |                                                           |

## Resultados

### Treino classificatório
| 1                        | 16 | Charles Leclerc    | Ferrari               | 1:42.241 | 1:41.659 | 1:41.218 | 1  |
| 2                        | 44 | Lewis Hamilton     | Mercedes              | 1:41.545 | 1:41.634 | 1:41.450 | 2  |
| 3                        | 33 | Max Verstappen     | Red Bull Racing-Honda | 1:41.760 | 1:41.625 | 1:41.563 | 3  |
| 4                        | 10 | Pierre Gasly       | AlphaTauri-Honda      | 1:42.288 | 1:41.932 | 1:41.565 | 4  |
| 5                        | 55 | Carlos Sainz Jr.   | Ferrari               | 1:42.121 | 1:41.740 | 1:41.576 | 5  |
| 6                        | 4  | Lando Norris       | McLaren-Mercedes      | 1:42.167 | 1:41.813 | 1:41.747 | 9  |
| 7                        | 11 | Sergio Pérez       | Red Bull Racing-Honda | 1:41.968 | 1:41.630 | 1:41.917 | 6  |
| 8                        | 22 | Yuki Tsunoda       | AlphaTauri-Honda      | 1:42.521 | 1:41.654 | 1:42.211 | 7  |
| 9                        | 14 | Fernando Alonso    | Alpine-Renault        | 1:42.934 | 1:42.195 | 1:42.327 | 8  |
| 10                       | 77 | Valtteri Bottas    | Mercedes              | 1:42.701 | 1:42.106 | 1:42.659 | 10 |
| 11                       | 5  | Sebastian Vettel   | Aston Martin-Mercedes | 1:42.460 | 1:42.224 | —        | 11 |
| 12                       | 31 | Esteban Ocon       | Alpine-Renault        | 1:42.426 | 1:42.273 | —        | 12 |
| 13                       | 3  | Daniel Ricciardo   | McLaren-Mercedes      | 1:42.304 | 1:42.558 | —        | 13 |
| 14                       | 7  | Kimi Räikkönen     | Alfa Romeo-Ferrari    | 1:42.923 | 1:42.587 | —        | 14 |
| 15                       | 63 | George Russell     | Williams-Mercedes     | 1:42.728 | 1:42.758 | —        | 15 |
| 16                       | 6  | Nicholas Latifi    | Williams-Mercedes     | 1:43.128 | —        | —        | 16 |
| 17                       | 47 | Mick Schumacher    | Haas-Ferrari          | 1:44.158 | —        | —        | 17 |
| 18                       | 9  | Nikita Mazepin     | Haas-Ferrari          | 1:44.238 | —        | —        | 18 |
| Tempo dos 107%: 1:48.653 |    |                    |                       |          |          |          |    |
| NQ                       | 18 | Lance Stroll       | Aston Martin-Mercedes | S/Tempo  | —        | —        | 19 |
| NQ                       | 99 | Antonio Giovinazzi | Alfa Romeo-Ferrari    | S/Tempo  | —        | —        | 20 |
| Fonte:                   |    |                    |                       |          |          |          |    |

### Corrida
| Pos.                                                                            | Nu. | Piloto             | Construtor            | Voltas | Tempo/Retirado  | Pit Stop | Pneus                                                                           | Grid | Pontos |
| ------------------------------------------------------------------------------- | --- | ------------------ | --------------------- | ------ | --------------- | -------- | ------------------------------------------------------------------------------- | ---- | ------ |
| 1                                                                               | 11  | Sergio Pérez       | Red Bull Racing-Honda | 51     | 2:13:36.410     | 2        | Macio C5 Usado · Duro C3 Novo · Macio C5 Usado                                  | 6    | 25     |
| 2                                                                               | 5   | Sebastian Vettel   | Aston Martin-Mercedes | 51     | +1.385          | 2        | Macio C5 Novo · Duro C3 Novo · Macio C5 Usado                                   | 11   | 18     |
| 3                                                                               | 10  | Pierre Gasly       | AlphaTauri-Honda      | 51     | +2.762          | 2        | Macio C5 Usado · Duro C3 Novo · Macio C5 Usado                                  | 4    | 15     |
| 4                                                                               | 16  | Charles Leclerc    | Ferrari               | 51     | +3.828          | 2        | Macio C5 Usado · Duro C3 Novo · Macio C5 Usado                                  | 1    | 12     |
| 5                                                                               | 4   | Lando Norris       | McLaren-Mercedes      | 51     | +4.754          | 2        | Macio C5 Usado · Duro C3 Novo · Macio C5 Usado                                  | 9    | 10     |
| 6                                                                               | 14  | Fernando Alonso    | Alpine-Renault        | 51     | +6.382          | 3        | Macio C5 Usado · Duro C3 Novo · Macio C5 Usado · Macio C5 Usado                 | 8    | 8      |
| 7                                                                               | 22  | Yuki Tsunoda       | AlphaTauri-Honda      | 51     | +6.624          | 2        | Macio C5 Usado · Duro C3 Novo · Macio C5 Usado                                  | 7    | 6      |
| 8                                                                               | 55  | Carlos Sainz Jr.   | Ferrari               | 51     | +7.709          | 2        | Macio C5 Usado · Duro C3 Novo · Macio C5 Usado                                  | 5    | 4      |
| 9                                                                               | 3   | Daniel Ricciardo   | McLaren-Mercedes      | 51     | +8.874          | 2        | Macio C5 Novo · Duro C3 Novo · Macio C5 Usado                                   | 13   | 2      |
| 10                                                                              | 7   | Kimi Räikkönen     | Alfa Romeo-Ferrari    | 51     | +9.576          | 2        | Médio C4 Novo · Duro C3 Novo · Macio C5 Novo                                    | 14   | 1      |
| 11                                                                              | 99  | Antonio Giovinazzi | Alfa Romeo-Ferrari    | 51     | +10.254         | 3        | Macio C5 Novo · Duro C3 Novo · Duro C3 Novo · Macio C5 Novo                     | 20   |        |
| 12                                                                              | 77  | Valtteri Bottas    | Mercedes              | 51     | +11.264         | 3        | Macio C5 Usado · Duro C3 Novo · Macio C5 Usado · Macio C5 Usado                 | 10   |        |
| 13                                                                              | 47  | Mick Schumacher    | Haas-Ferrari          | 51     | +14.241         | 4        | Macio C5 Novo · Duro C3 Novo · Macio C5 Usado · Macio C5 Usado · Macio C5 Usado | 17   |        |
| 14                                                                              | 9   | Nikita Mazepin     | Haas-Ferrari          | 51     | +14.315         | 4        | Macio C5 Novo · Duro C3 Novo · Macio C5 Usado · Macio C5 Usado · Macio C5 Usado | 18   |        |
| 15                                                                              | 44  | Lewis Hamilton     | Mercedes              | 51     | +17.668         | 2        | Macio C5 Usado · Duro C3 Novo · Macio C5 Usado                                  | 2    |        |
| 16                                                                              | 6   | Nicholas Latifi    | Williams-Mercedes     | 51     | +42.379         | 2        | Médio C4 Novo · Duro C3 Novo · Macio C5 Novo                                    | 16   |        |
| 17                                                                              | 63  | George Russell     | Williams-Mercedes     | 48     | Caixa de câmbio | 3        | Médio C4 Novo · Duro C3 Novo · Duro C3 Novo · Macio C5 Novo                     | 15   |        |
| 18                                                                              | 33  | Max Verstappen     | Red Bull Racing-Honda | 45     | Pneu            | 1        | Macio C5 Usado · Duro C3 Novo                                                   | 3    |        |
| Ret                                                                             | 18  | Lance Stroll       | Aston Martin-Mercedes | 29     | Pneu            | 0        | Duro C3 Novo                                                                    | 19   |        |
| Ret                                                                             | 31  | Esteban Ocon       | Alpine-Renault        | 3      | Turbocompressor | 0        | Macio C5 Novo                                                                   | 12   |        |
| Volta mais rápida: Max Verstappen (Red Bull Racing-Honda) – 1:44.481 (volta 44) |     |                    |                       |        |                 |          |                                                                                 |      |        |
| Fonte:                                                                          |     |                    |                       |        |                 |          |                                                                                 |      |        |

## Voltas na liderança
| Nº de Voltas | Piloto           | Voltas            |
| ------------ | ---------------- | ----------------- |
| 37           | Max Verstappen   | (11) e (18–45)    |
| 9            | Sergio Pérez     | (12–13) e (46–51) |
| 9            | Lewis Hamilton   | (2–10)            |
| 4            | Sebastian Vettel | (14–17)           |
| 1            | Charles Leclerc  | (1)               |

## Curiosidades
- Desde o Grande Prêmio da Áustria de 2018, A Mercedes não pontuava com os dois carros.
- Foi a primeira vez que Lewis Hamilton fica de fora da zona de pontuação desde o Grande Prêmio da Áustria de 2018.
- Nikita Mazepin conseguiu seu melhor resultado na carreira, terminando em 14º.
- Sergio Perez conquista sua segunda vitória na categoria, a primeira do piloto pela Red Bull, e iguala o número de vitórias de seu compatriota, Pedro Rodríguez.
- Foi o último pódio do tetracampeão, Sebastian Vettel.
- Primeiro pódio da Aston Martin na Fórmula 1.
- Pierre Gasly volta ao pódio desde o Grande Prêmio da Itália de 2020.

## 2021DHLFastest Pit Stop Award

### Resultado
| 1      | 33 | Max Verstappen     | Red Bull Racing-Honda | 1.98 | 25 |
| 2      | 7  | Kimi Raikkonen     | Alfa Romeo-Ferrari    | 2.13 | 18 |
| 3      | 63 | George Russell     | Williams-Mercedes     | 2.13 | 15 |
| 4      | 16 | Charles Leclerc    | Ferrari               | 2.33 | 12 |
| 5      | 99 | Antonio Giovinazzi | Alfa Romeo-Ferrari    | 2.37 | 10 |
| 6      | 14 | Fernando Alonso    | Alpine-Renault        | 2.42 | 8  |
| 7      | 5  | Sebastian Vettel   | Aston Martin-Mercedes | 2.44 | 6  |
| 8      | 55 | Carlos Sainz Jr.   | Ferrari               | 2.47 | 4  |
| 9      | 3  | Daniel Ricciardo   | McLaren-Mercedes      | 2.48 | 2  |
| 10     | 10 | Pierre Gasly       | AlphaTauri-Honda      | 2.52 | 1  |
| Fonte: |    |                    |                       |      |    |

### Classificação
| Tabela do DHL Fastest Pit Stop Award \| Pos \| Construtor \| Pontos \| \| --- \| --------------------- \| ------ \| \| 1 \| Red Bull Racing-Honda \| 162 \| \| 2 \| Williams-Mercedes \| 78 \| \| 3 \| Mercedes \| 71 \| \| 4 \| Alfa Romeo-Ferrari \| 69 \| \| 5 \| Aston Martin-Mercedes \| 68 \| \| 6 \| Ferrari \| 67 \| \| 7 \| Alpine-Renault \| 51 \| \| 8 \| AlphaTauri-Honda \| 26 \| \| 9 \| McLaren-Mercedes \| 14 \| \| 10 \| Haas-Ferrari \| 0 \| |                       |        |
| Pos | Construtor            | Pontos |
| 1 | Red Bull Racing-Honda | 162    |
| 2 | Williams-Mercedes     | 78     |
| 3 | Mercedes              | 71     |
| 4 | Alfa Romeo-Ferrari    | 69     |
| 5 | Aston Martin-Mercedes | 68     |
| 6 | Ferrari               | 67     |
| 7 | Alpine-Renault        | 51     |
| 8 | AlphaTauri-Honda      | 26     |
| 9 | McLaren-Mercedes      | 14     |
| 10 | Haas-Ferrari          | 0      |

## Tabela do campeonato após a corrida
Somente as cinco primeiras posições estão incluídas nas tabelas.
| Pos | Piloto          | Pontos | Var |
| --- | --------------- | ------ | --- |
| 1   | Max Verstappen  | 105    | 0   |
| 2   | Lewis Hamilton  | 101    | 0   |
| 3   | Sergio Perez    | 69     | 2   |
| 4   | Lando Norris    | 66     | 1   |
| 5   | Charles Leclerc | 52     | 1   |

| Pos | Construtor            | Pontos | Var |
| --- | --------------------- | ------ | --- |
| 1   | Red Bull Racing-Honda | 174    | 0   |
| 2   | Mercedes              | 148    | 0   |
| 3   | Ferrari               | 94     | 1   |
| 4   | McLaren-Mercedes      | 92     | 1   |
| 5   | AlphaTauri-Honda      | 39     | 1   |